# 共産主義者同盟 (戦旗派)
共産主義者同盟 (戦旗派)（きょうさんしゅぎしゃどうめいせんきは）は、共産同（ブント）系の日本の新左翼党派の一つ。第一次共産同、第二次共産同とも機関紙名は「戦旗」のため、「戦旗派」は共産同内の主流派を意味する。当記事では以下の「戦旗派」を記載する。
- 第1次共産同分裂後の、「プロ通派」・「革通派」などに対する「戦旗派」。1961年に革共同全国委（後の中核派、革マル派）に合流した。
- 第2次共産同分裂後の、「赤軍派」、「叛旗派」・「情況派」、「10・28共産同」連合などに対する、主流派（中央派、執行部派）の「戦旗派」。1973年に荒派（日向派、後の「戦旗・共産同」）と、西田派（両川派、「共産同戦旗派」、現 統一委員会）に分裂した。

## 第1次共産同分裂後の「戦旗派」
- 機関紙：「戦旗」

1960年、共産主義者同盟（第1次）は60年台安保闘争の総括を巡って「プロレタリア通信派」（プロ通派）、「革命の通達派」（革通派）が分裂し、残った執行部派が「戦旗派」を形成した。戦旗派は1961年に「革命的戦旗派」と改称し、同1961年に革命的共産主義者同盟全国委員会（革共同全国委）に合流した。またプロ通派の一部も革共同全国委に合流した。

## 第2次共産同分裂後の「戦旗派」
- 指導者：荒岱介（日向翔）
- 機関紙：「戦旗」

1969年、共産主義者同盟（第2次）から、前段階武装蜂起論による武装蜂起を主張する塩見孝也らの赤軍派が分裂し、その主張に反対した荒岱介らが「戦旗派」を形成した。次に1970年には右派（穏健派）の共産主義者同盟叛旗派（叛旗派）および共産主義者同盟情況派（情況派）が分裂し、更に同1970年に「12・28共産同」連合を結成した共産同関西委員会、鉄の戦線派、神奈川左派が分裂し、残った荒岱介ら中央派が「共産主義者同盟 (戦旗派)」を自称するようになった。
1972年5月13日 東京神田周辺で約600名が「お茶の水解放区闘争」と呼ばれる火炎瓶闘争を実施、128名が大量逮捕され、指導部責任を巡り内部対立が激化した。翌1973年4月には武装闘争重視の反荒派の一部が「共産主義者同盟国際主義派」を結成して分裂（後に日本共産党 (プロレタリア革命派)と合流）、6月には反荒派多数派の大下敦史派が分裂した。
1973年6月 戦旗派は爆弾闘争の総括を巡り、組織建設重視の荒派（日向派）と、武装闘争重視の西田派（両川派、後の共産主義者同盟戦旗派）に分裂した。
また、1971年に発生した日石本館地下郵便局爆破事件・土田邸小包爆弾事件は当時の戦旗派によるものであるとする書籍が2011年に出版されている。なお、爆弾を製造した真犯人であると名乗り出たアナーキストの牧田吉明が『我が闘争』(1984年、自費出版)で、戦旗派が実行犯であると暴露。法廷で証言している。

## 戦旗派分裂後の「荒派」
- 指導者：荒岱介（日向翔）
- 機関紙：「戦旗」
- 年表
  - 1975年 風日祈宮放火事件
  - 1978年 成田空港管制塔占拠事件に参加
  - 1980年 「戦旗・共産主義者同盟」に改名
  - 1986年 皇居及びアメリカ大使館火炎弾発射事件。運輸省及び首相官邸火炎弾発射事件
  - 1989年 三里塚空港反対同盟(熱田派)が共闘関係の断絶を通告
  - 1997年 市民団体「ブント」（現 「アクティオ・ネットワーク」）に改称
  - 2011年 荒岱介が死去

## 戦旗派分裂後の「西田派」
- 指導者：両川敏雄（西田輝）
- 機関紙：「戦旗」
- 年表
  - 1975年 沖縄解放同盟準備会とひめゆりの塔事件
  - 1987年 木の根団結砦撤去事件
  - 2004年 共産主義者同盟 (全国委員会)と合流して共産主義者同盟 (統一委員会)を結成

## 三里塚闘争への支援活動
三里塚闘争では、1983年の空港反対同盟分裂後は、荒派は第四インターらと熱田派を支援し、西田派は中核派らと北原派を支援した。1988年の警察白書(昭和63年)では、「戦旗・荒派および戦旗・両川派は、成田闘争等への取組の中で現在も『ゲリラ』事件を引き起こしており、両派の勢力は戦旗・荒派が約700人、戦旗・両川派が約400人」と記載された。
なお、比較的穏健な熱田派系にあって武力闘争を展開する異色の存在であった荒派は、北原派にも同調的であった反面、対話路線が大勢となった熱田派の主流とは溝が深まっていった特に決定的であったのは、1989年の芝山町長選挙に熱田派から相川勝重が立候補した際に空港絶対反対を表明しなかったことを「話し合い路線へ転落」などと批判したことであり、熱田派は同年7月20日に荒派との絶縁を決めた。以来荒派はシンポジウムなどに取り組む熱田派事務局を公然と批判しながら「三里塚二期阻止・土地収用を許さない全国運動」を旗揚げし、熱田派の中でも徹底抗戦を主張する長老派を支援する形で三里塚闘争を継続した。
かつて戦旗派に所属していた深笛義也は、2020年にイカロス出版が出した『空港をゆく』への寄稿で、「何を考えているのか知るために、農民の会議を盗聴せよ」という本部の指令が現闘団に出されていたことや荒派が中核派からの内ゲバを恐れていたというエピソードを紹介しながら、闘争の本質が農民支援から離れていった実態を語っている。